# Birley Glacier
Birley Glacier är en glaciär i Antarktis. Den ligger i Västantarktis. Argentina, Chile och Storbritannien gör anspråk på området. Birley Glacier ligger 1 621 meter över havet.
Terrängen runt Birley Glacier är varierad. Trakten är obefolkad. Det finns inga samhällen i närheten.